# Zuni (ракета)

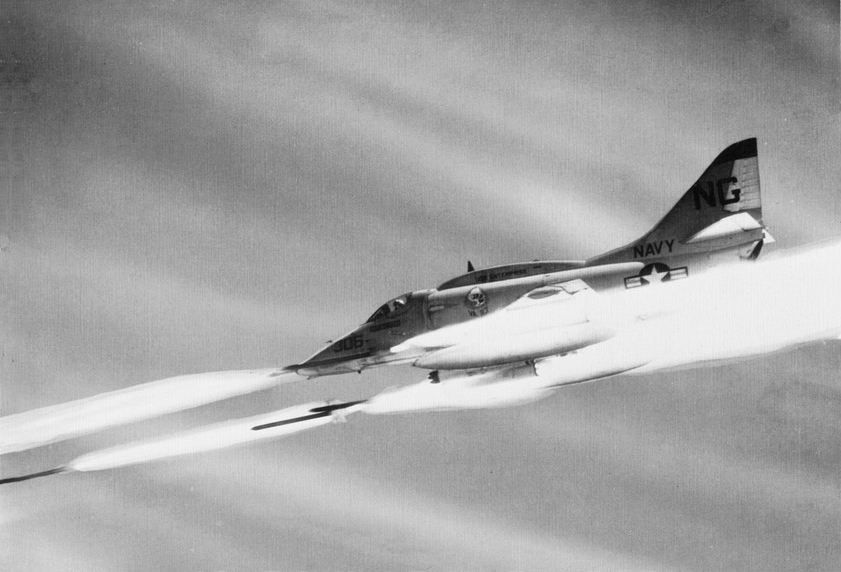
Залп «Зуні» з VA-113 A-4F під час облоги Кхешані, 1968 рік

Зуні (повна назва: англ. Zuni 5-inch Folding-Fin Aircraft Rocket (FFAR)) — американська некерована авіаційна ракета класу «повітря — земля» та класу «повітря — повітря». Може оснащуватись різними бойовими частинами, що включають фугасні, кумулятивно-осколкові, дипольні відбивачі та інші.

## Історія
Розроблена в 1950-і роки корпораціями Дуглас і Сперрі спільно з інженерами Випробувальної станції озброєнь Чайна-Лейк, в 1957 році була прийнята на озброєння ВМС і ВПС США. Ракетами озброювали палубні винищувачі F-89, F-4, а також усі типи штурмовиків. Призначається для ураження малорозмірних наземних та надводних цілей (танки, малі кораблі, арт. батареї). Може оснащуватися різними видами бойових частин. Кумулятивно-уламкова БЧ пробиває броню завтовшки близько 500 мм.
Максимальна дальність прицільного пострілу — 8 км. Стабілізація ракети в польоті забезпечується обертанням. Для використання з ракетами пропонується пусковий пристрій LAU-10, має чотири трубчасті напрямні, в які розміщуються ракети.
Широко застосовувалася під час В'єтнамської війни.
Ракета в модифікованому вигляді[джерело?] перебуває на озброєнні на сьогодні.

## ТТХ
- Калібр снаряда: 127 мм
- Довжина снаряда: 2790 мм
- Маса снаряда: 46,3—61,6 кг залежно від бойової частини та типу двигуна (25,6/31,0/36,0 кг)
- Маса бойової частини: 20,7—25,6 кг, залежно від призначення.
- Тип бойової частини: осколково-фугасна, кумулятивно-осколкова[b], освітлювальна, димова, дипольні відбивачі, практична
- Максимальна швидкість снаряда: 725 м/с
- Дальність стрільби: 8000—9000 м
- Число напрямних пускової установки: 1—4 (зазвичай запускаються з чотириствольної установки LAU-10[c])

## Експлуатанти

### Україна
6 січня 2023 року США оголосили про передачу 4000 одиниць цих ракет Україні. Відомо про їх застосування в контейнерах LAU-10 зі штурмовиків Су-25.

## Інциденти
Пожежа, викликана самозапуском ракети, що сталася 29 липня 1967 близько 10:50 за місцевим часом в Тонкінській затоці на борту авіаносця «Форрестол».
За офіційним висновком, пожежа почалася після мимовільного пуску некерованої ракети «Зуні» під дією випадкового кидка напруги в ланцюгах одного з літаків F-4 «Фантом», що стояли на палубі. Літак готувався до завдання удару по території В'єтнаму в ході участі США у війні у В'єтнамі (1965—1973 роки).
Внаслідок інциденту загинуло 134 та поранено 161 людину. Матеріальні збитки склали 75 млн дол. (509 млн дол. в сучасних цінах), крім вартості згорілих літаків.